# Keygen
Keygen (z ang. key generator) lub keymaker – mały program komputerowy generujący klucze rejestracyjne do określonego programu dla dowolnych danych rejestracyjnych użytkownika. Umożliwiają nieautoryzowane korzystanie z programu (rozprowadzanego np. jako shareware). Keygeny tworzone są przez crackerów łamiących zabezpieczenia oprogramowania. Często keygeny odtwarzają w tle muzykę, zazwyczaj z gatunku chiptune oraz posiadają artystycznie wykonany interfejs użytkownika.